# Штарзидель
Штарзидель (нем. Starsiedel) — община в Германии, в земле Саксония-Анхальт. 
Входит в состав района Вайсенфельс. Подчиняется управлению Лютцен-Визенгрунд.  Население составляет 692 человека (на 31 декабря 2006 года). Занимает площадь 5,77 км².